# Marylebone (metropolitana di Londra)
La stazione di Marylebone della metropolitana è una stazione della metropolitana di Londra servita dalla linea Bakerloo.
La stazione venne aperta il 27 marzo 1907 con il nome di Great Central e venne rinominata Marylebone il 15 aprile 1917. Il nome originale della stazione è ancora visibile sul rivestimento ceramico delle pareti della stazione
L'accesso avviene per mezzo di una serie di scale mobili dalla sala viaggiatori della stazione principale che funge anche da biglietteria per la stazione della metropolitana.
È situata all'interno della Travelcard Zone 1.

## Interscambi
La fermata costituisce un importante interscambio con la stazione ferroviaria di Londra Marylebone, servita dai servizi ferroviari nazionali di Chiltern Railways.
Nelle vicinanze della stazione effettuano fermata numerose linee urbane automobilistiche, gestite da London Buses.
- (Marylebone - linee nazionali);
- Fermata autobus

## Galleria d'immagini

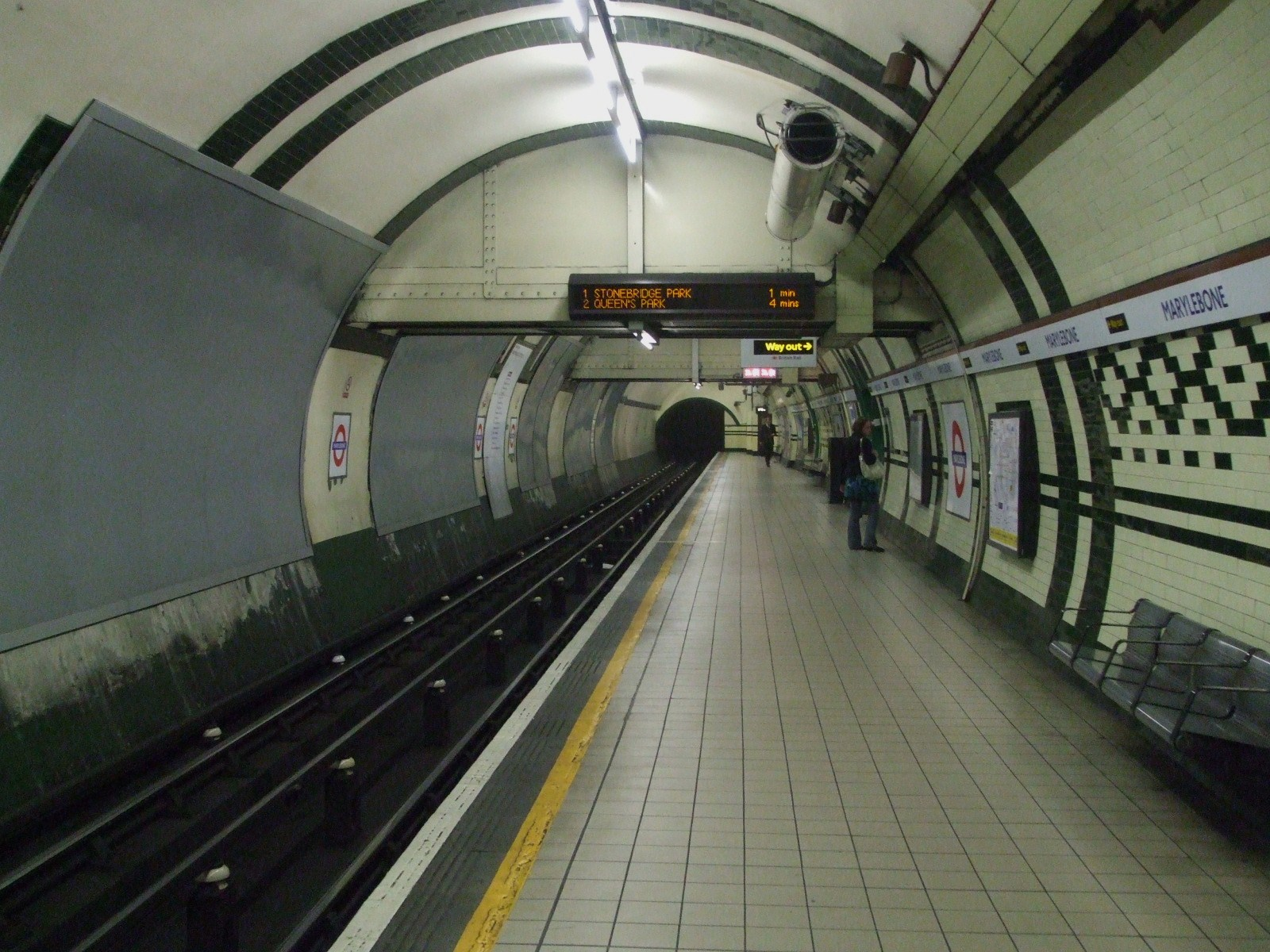
Dalla piattaforma nord Bakerloo line verso sud
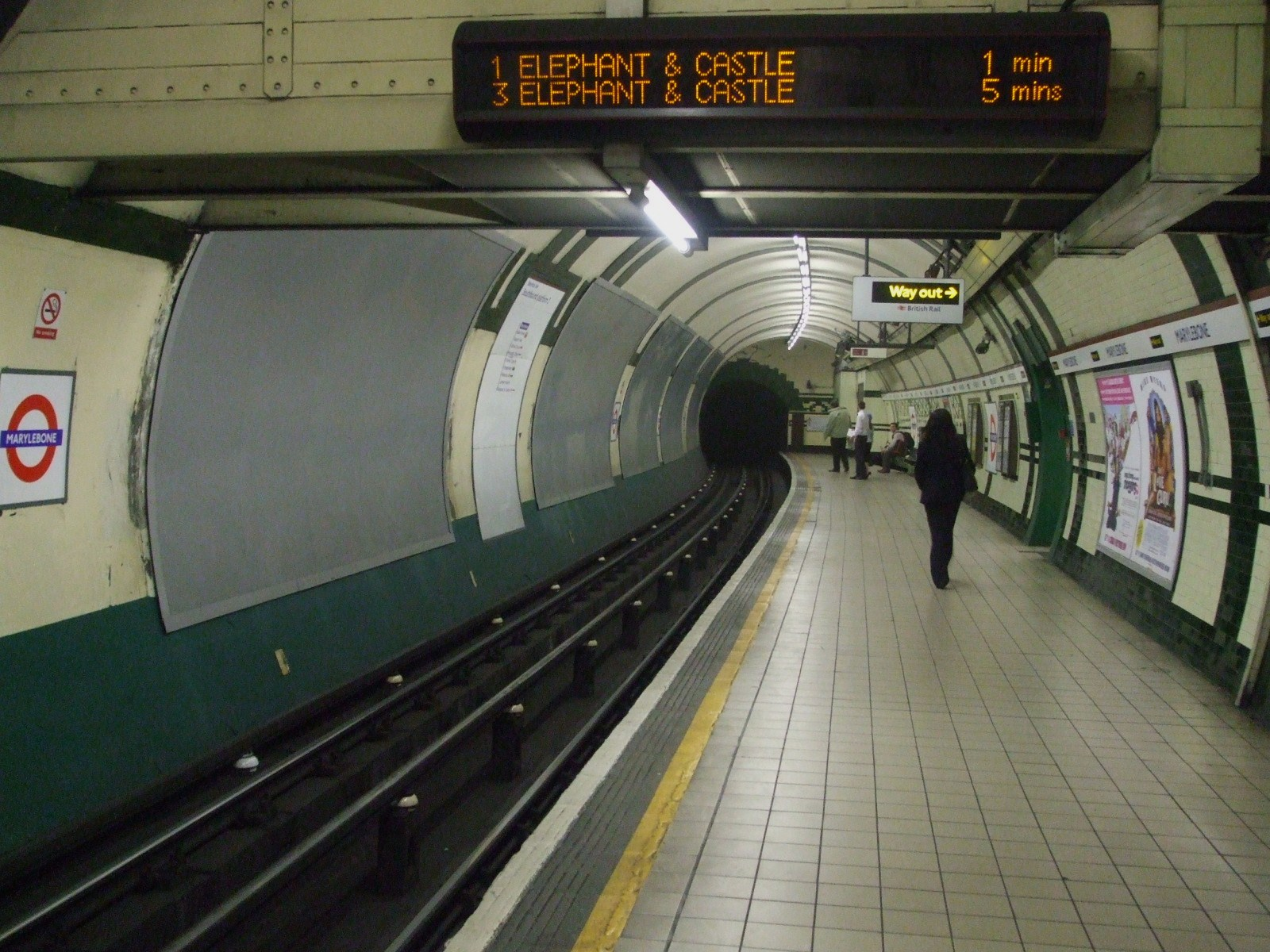
Dalla piattaforma sud Bakerloo line verso nord
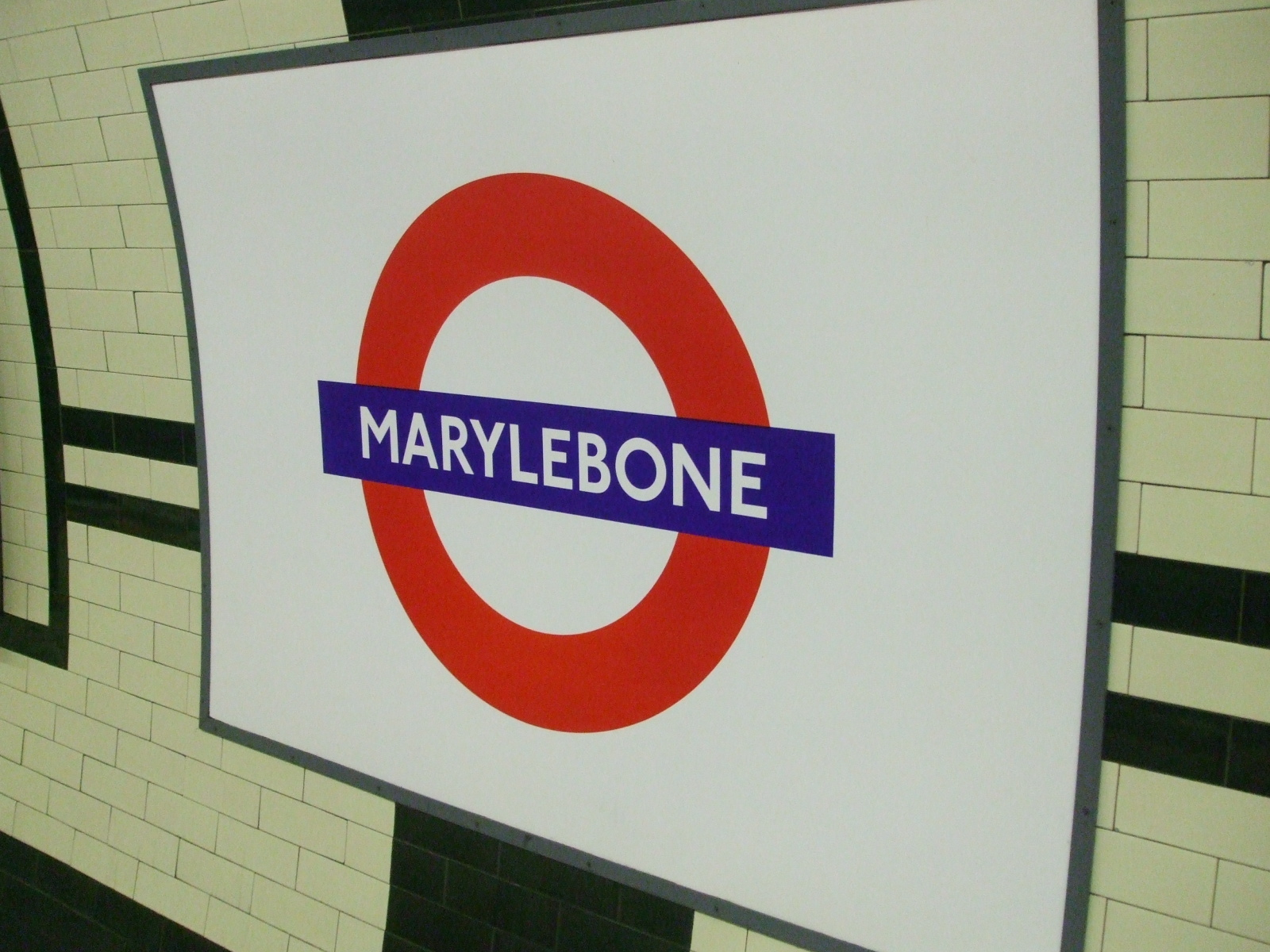
Logo della Metropolitana sulla piattaforma della Bakerloo line
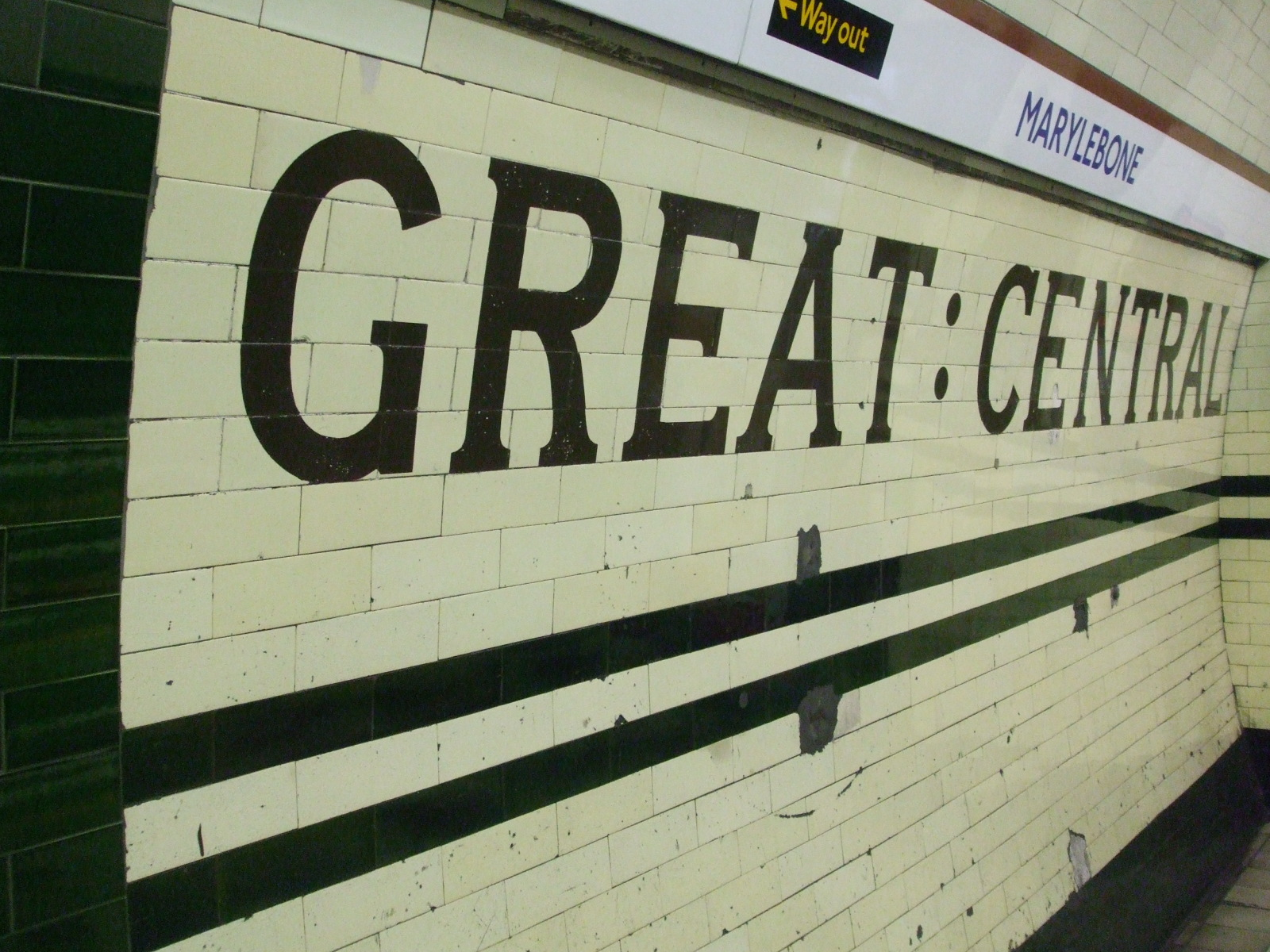
Decorazione riportante il nome originale della stazione, Great Central.